# اس‌اس سیبیل (۱۹۰۱)
اس‌اس سیبیل (۱۹۰۱) (به انگلیسی: SS Sybil (1901)) یک کشتی بود که طول آن ۱۸۹ فوت (۵۸ متر) بود. این کشتی در سال ۱۹۰۱ ساخته شد.